# Censal
El censal és una obligació perpètua que incorpora la possibilitat de redempció. Va ser un instrument financer molt estès a la Corona d'Aragó des de la baixa edat mitjana i el seu ús es va perllongar fins a l'edat contemporània; era utilitzat com a mecanisme de finançament del qual es van servir indistintament tant els particulars, com els organismes públics (governs municipals, Generalitat, monarquia).

## Definició financera
Tècnicament consistia en una perpetuïtat emesa com a deute públic, és a dir, un inversor cedia un capital a canvi de rebre una pensió, o cànon anual, de manera perpètua com a contrapartida del capital donat. La constitució del censal (carregació) prenia la forma de venda de dret: una persona o institució, necessitada de diners (censatari), creava una pensió censal i la venia a una persona o institució (censaler), posseïdora de capital i interessada a percebre la pensió. La taxa que mesurava la relació entre la pensió i el capital -el rendiment- era anomenada for de la pensió, i acostumava a ser del 7,5%. La pensió es pagava anualment de forma perpètua, si bé existia la possibilitat que el censatari redimís l'obligació recomprant el censal, operació anomenada lluïció, quitació o redempció.

## Legislació del dret civil català actual
La Llei 6/2000, de 19 de juny, de pensions periòdiques (DOGC núm. 3174, 04.07.2000), definia el censal d'aquesta manera:
| « | Article 3. El censal: El censal consisteix en el dret de crèdit a percebre i l'obligació consegüent de pagar indefinidament una pensió a una persona i els seus successors en virtut del capital rebut. | » |

Aquesta llei va ser derogada per la Llei 3/2017, del 15 de febrer, del llibre sisè del Codi civil de Catalunya, relatiu a les obligacions i els contractes, i de modificació dels llibres primer, segon, tercer, quart i cinquè (DOGC, núm. 7314, 22.2.2017). En aquest text el censal es defineix així (article 626-1):
| « | Pel contracte de censal una persona transmet a una altra la propietat de béns concrets o d'una quantitat determinada de diners, i aquesta darrera s'obliga a pagar a una persona i als seus successors una prestació periòdica en diners per temps indefinit. | » |